# NGC 5816
NGC 5816 је лентикуларна галаксија у сазвежђу Вага која се налази на NGC листи објеката дубоког неба.
Деклинација објекта је - 16° 5' 37" а ректасцензија 15h 0m 4,8s. Привидна величина (магнитуда) објекта NGC 5816 износи 14,8 а фотографска магнитуда 15,8.